# فضائيون (فلم)
الفضائيون (بالإنجليزية: Aliens) ، هو فيلم أمريكي من نوع رعب وأكشن، أنتج عام 1986م، واخرجه جيمس كاميرون.